# Lepidotrigla argus
Lepidotrigla argus är en fiskart som beskrevs av Ogilby, 1910. Lepidotrigla argus ingår i släktet Lepidotrigla och familjen knotfiskar. Inga underarter finns listade i Catalogue of Life.